# مرحبا في واين
مرحباً في واين (Welcome to the Wayne) هو مسلسل رسوم متحركة أمريكي من إنتاج استوديوهات نكلودين للرسوم المتحركة وتأليف بيلي لوبيز. عرض لأول مرة في 24 يوليو 2017 على نيكلوديون.

## الأصوات العربية
- طارق إسماعيل: جورج
- خالد العيسوي: ويندل واسرمان
- مصطفى البراء: أندريه
- أحمد خليل: ماسترسون

## وصلات خارجية
- مرحبا في واين على موقع IMDb (الإنجليزية)
- مرحبا في واين على موقع كينوبويسك (الروسية)
- مرحبا في واين على موقع قاعدة بيانات الفيلم (الإنجليزية)